# Kynoskephalai (Böotien)
Kynoskephalai (altgriechisch Κυνὸς κεφαλαί Kynós kephalaí) war eine antike Ortschaft in der griechischen Landschaft Boiotien. Sie lag nahe oder auf den hügeligen Zügen gleichen Namens, die sich zwischen Theben und Thespiai erhoben. Bekannt ist sie einzig als Geburtsort des griechischen Lyrikers Pindar, der laut Stephanos von Byzanz aus Kynoskephalai stammte, während nach Eustathios von Thessalonike dessen Eltern aus dem zu Theben gehörenden Dorf (κώμη kóme) kamen.